# San Pietro al Natisone
San Pietro al Natisone é uma comuna italiana da região do Friuli-Venezia Giulia, província de Udine, com cerca de 2.156 habitantes. Estende-se por uma área de 24 km², tendo uma densidade populacional de 90 hab/km². Faz fronteira com Cividale del Friuli, Prepotto, Pulfero, San Leonardo, Savogna di Cividale, Torreano.

## Demografia
| Variação demográfica do município entre 1861 e 2011                               |
|                                                                                   |
| Fonte: Istituto Nazionale di Statistica (ISTAT) - Elaboração gráfica da Wikipedia |